# GP Racing
GP Racing, anteriormente F1 Racing, es una revista británica publicada por primera vez en 1996, especializada en Fórmula 1. El periodista Matt Bishop era su editor en jefe.
En julio de 2005, F1 Racing celebró la publicación de su ejemplar número 100; la revista se vende actualmente en más de 20 países, y proclama ser la revista de Fórmula 1 más vendida del mundo.
Varios periodistas y fotógrafos reputados contribuyen en la revista. Los periodistas Peter Windsor y Alan Henry son colaboradores habituales, mientras que los fotógrafos de la revista incluyen a Darren Heath, Steven Tee y Lorenzo Bellanca. Damon Hill fue editor invitado a la edición de enero de 2000, que incluía una entrevista que hizo a Michael Schumacher. El expresidente de la FIA Max Mosley, también tuvo su columna.
Durante el Gran Premio de Austria de 1997, Darren Heath, fotógrafo de F1 Racing, se dio cuenta de que los frenos traseros del Team McLaren se mantenían rojos incandescentes en una zona de aceleración del circuito, no de freno. La revista estudió el caso, y descubrió que McLaren había instalado un segundo pedal de freno, que se podía seleccionar por el conductor para actuar a voluntad sobre una de las ruedas traseras. Esto permitía eliminar el subviraje y reducir el derrape al salir de las curvas lentas. Este sistema era legal según la regulación de aquel año, pero era una innovación y por consiguiente daba una ventaja al equipo McLaren. F1 Racing tenía sus sospechas sobre lo que McLaren estaba haciendo, pero exigían pruebas para publicar la noticia. En el Gran Premio de Luxemburgo de 1997 los dos McLaren se retiraron de la carrera. Esto permitió a Heath tomar una imagen del pedalier del coche de Häkkinen, incluyendo el segundo pedal de freno. La historia se publicó en el número de noviembre de F1 Racing, llamando al sistema "brake steer". Las protestas de Scuderia Ferrari a la FIA llevaron a que el sistema fuera prohibido para el Gran Premio de Brasil de 1998.
La revista F1 Racing entrega premios anuales en varias categorías, como premios al mejor piloto, mejor equipo o mejor coche. Desde el mes de febrero de 2012 la revista ha dejado de editarse en España,debido a que MC Ediciones se encuentra en concurso de acreedores. En mayo de 2013 la revista vuelve a editarse de forma bimestral por Grupo Planeta.
En 2020, el nombre de la revista cambió a GP Racing, debido al costo de la licencia para utilizar «F1».
En diciembre de 2024, Matt Bishop compartió a través de sus redes sociales que la publicación de ese mes sería la última de GP Racing.